# Voyelle pré-fermée postérieure arrondie
La voyelle pré-fermée (ou fermée inférieure, ou haute inférieure) postérieure (parfois mi-postérieure) arrondie est une voyelle utilisée dans certaines langues. Son symbole dans l'alphabet phonétique international est un upsilon latin [ʊ] (généralement avec la forme d’une petite capitale oméga culbuté mais parfois aussi avec le forme d’une petite capitale u [ᴜ]), et son équivalent en symbole X-SAMPA est U.
Le symbole API est dérivé de la lettre u en petite majuscule; bien que sa dénomination officielle soit « petit caractère latin upsilon », il ne ressemble pas beaucoup au caractère grec upsilon, et sa forme explique qu'on l'appelle plutôt « fer à cheval » de façon familière.
De 1943 à 1989, le symbole API ɷ (« omega fermé ») était aussi utilisé ; ce symbole est désormais obsolète.
On trouve dans certaines langues une voyelle pré-fermée mi-postérieure non arrondie. Cependant, on ne connaît aucune langue qui distingue deux sons de rondeur différente pour ce type d'articulation, et donc, un seul symbole API suffit.

## Caractéristiques
- Son degré d'aperture est pré-fermée, ce qui signifie que la position de la langue est proche de celle d'une voyelle fermée, mais légèrement moins resserrée.
- Son point d'articulation est mi-postérieur, ce qui signifie que la langue est placée presque aussi loin que possible à l'arrière de la bouche.
- Son caractère de rondeur est arrondi, ce qui signifie que les lèvres sont arrondies.

## Langues
- Français canadien : route [ʁʊt].
- Allemand : Schutz [ʃʊts] « protection »
- Anglais : hook [hʊk] « crochet » (peut n'être que légèrement arrondi, comme [ʊ̜], dans de nombreuses variétés de l'anglais)
- Kurde : kurdî [kʊrdi:] «langue kurde»
- Mwotlap : yōtyōt [jʊtjʊt], « fougère »
- Suédois : ort [ʊʈ] « lieu (géographique) »